# Brain Bar
Le Brain Bar est un évènement annuel organisé à Budapest, en Hongrie.
On l'a qualifié d'une sorte de « South by Southwest sur le Danube » car il s'agit à la fois d'une conférence sur les technologies numériques et de l'intelligence artificielle, et d'un festival de musique. L'évènement a attiré plus de 15 000 participants en 2019 et une audience en direct de plus de 50 000 personnes,.
Le festival accueille des tables rondes et des débats qui opposent des points de vue opposés, ainsi que des discussions où nombre d'idées reçues sont remises en question, et le public du Brain Bar est autorisé à communiquer directement avec les intervenants.
Cet évènement annuel ne doit pas être confondu avec les Open Brain Bar, évènements bisannuels de rencontres et d'échanges entre les chercheurs et le grand public organisés par l'Institut du cerveau et de la moelle épinière (ICM), consacrés à l'innovation médicale et au futur de la santé.

## Histoire
Le Brain Bar a été fondé par Gergely Böszörményi-Nagy, avec l'intention d'en faire une plateforme consacrée principalement aux études du futur,.
La prospective et ses scenarii y sont abordés sous l'angle de la technologie, des affaires, de la politique et du style de vie. Le Brain Bar propose plusieurs formats de débats sur scène destinés à encourager la participation des membres du public et à remettre en question la pensée conventionnelle.

## Aspects artistiques
Parallèlement aux présentations et aux débats, le festival propose des performances artistiques comprenant des DJ sets, de la musique live et de la danse, qui font partie intégrante du programme,.

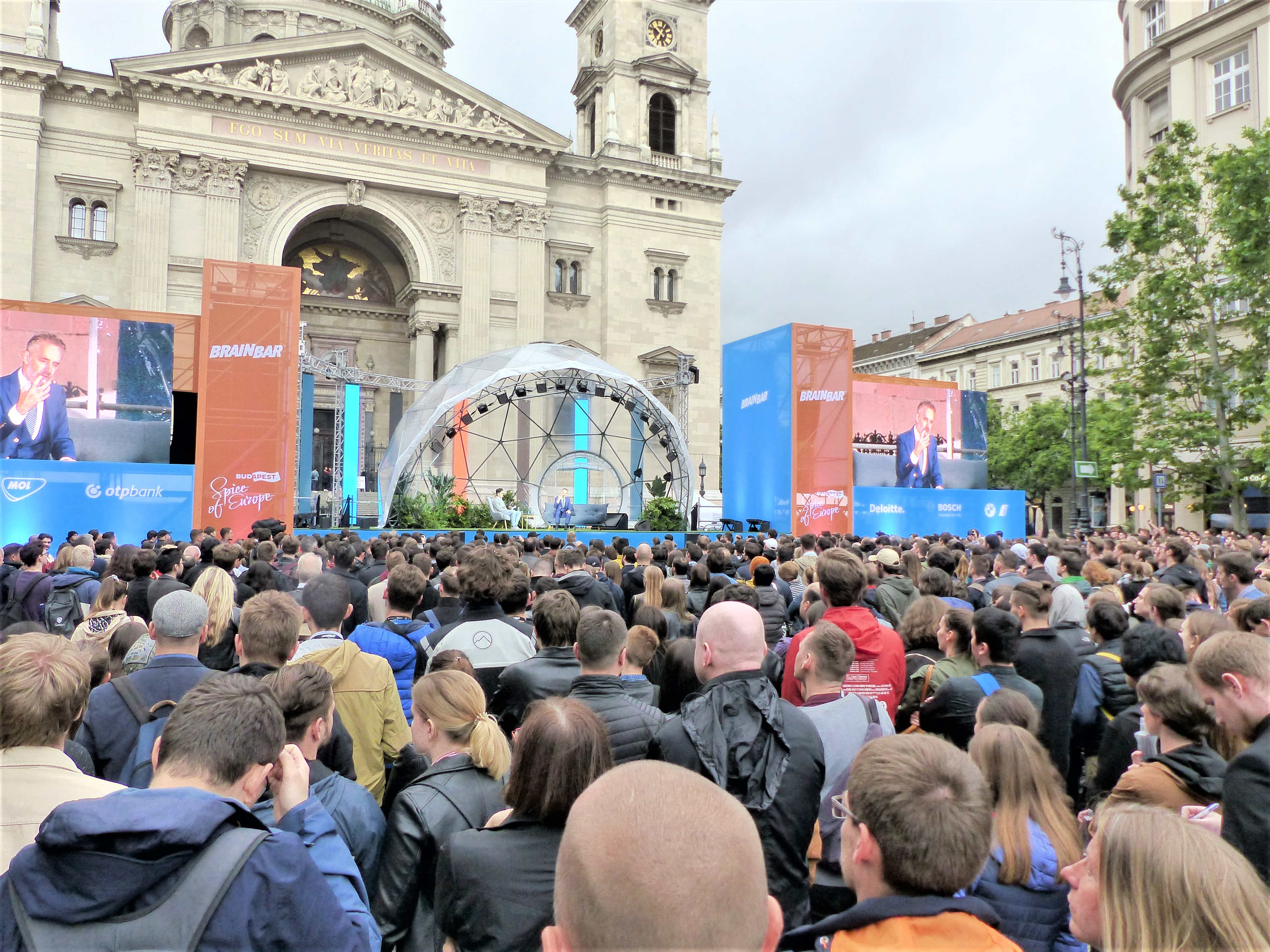
Jordan Peterson s'exprimant devant la basilique Saint-Étienne.

## Personnalités invitées
Le Brain Bar a notamment invité et accueilli des personnalités aussi diverses que le psychologue canadien Jordan B. Peterson, le mannequin et diététicien Maye Musk,, le cofondateur de PayPal Peter Thiel, le restaurateur Massimo Bottura, la commissaire européenne à la concurrence Margrethe Vestager, l'auteur de science-fiction Ted Chiang, la vice-présidente de Google Jacquelline Fuller,, l'ancien président estonien Toomas Hendrik Ilves, le paléontologue Jack Horner[réf. nécessaire], le professeur de droit pénal Gabriel Hallévy[réf. nécessaire], le cofondateur de Pirate Bay Peter Sunde et le robot Sophia.

## Partenariats privés
Le Brain Bar a formé un partenariat stratégique avec des entreprises telles que Deloitte, BMW, Vodafone, OTP, Bosch, MOL et Wired présentes comme partenaire média.
D'autres sponsors incluent Google, E.ON et BlackRock[réf. nécessaire].
Le festival a notamment invité des modérateurs venus de Forbes, du Financial Times et de Politico Europe.

## Ouverture éducative, emploi
Chaque année, de nombreux billets sont distribués à des étudiants et enseignants européens. En 2019, ils ont permis à 5 000 étudiants et enseignants d'assister gratuitement au festival,.
En 2017, les organisateurs ont lancé une nouvelle plateforme (Future Jobs) qui propose des emplois d'avenir spécialement sélectionnés dans les domaines de la communication, du design, de l'informatique, des services et des affaires et donne « une opportunité unique aux jeunes d'apprendre ce que recherchent les employeurs »… pour informer les éducateurs sur les exigences de demain et pour aider les employeurs à en apprendre davantage sur les talents d'aujourd'hui. Et, en 2018, le Brain Bar a lancé ses sessions axées sur les affaires (Mastermind Sessions).